# Eukoenenia christiani
Eukoenenia christiani is een spinnensoort in de taxonomische indeling van de Palpigradi.
Het dier komt uit het geslacht Eukoenenia. Eukoenenia christiani werd in 1988 beschreven door Condé.